# Rasmus Forslund
Rasmus Forslund, född 12 juni 1990, är en svensk bandyspelare, som spelar i Sandvikens AIK sedan säsongen 2009/10. Han är bror till Linus Forslund. 

## Meriter
- Svensk mästare 2011, 2012 och 2014